# Aimee Allen
Aimee Allen – amerykańska piosenkarka i aktorka mieszkająca w Los Angeles. Aktualnie jest wokalistką należącego do Hellcat Records zespołu The Interrupters.

## Kariera
Aimee została odkryta w 2002 przez Randy Jacksona. Jej pierwszym albumem był I'd Start a Revolution If I Could Get Up in the Morning nagrany rok później, którego producentami zostali Mark Ronson i Don Gilmore. Album jednak nigdy nie został oficjalnie wydany, ze względu na fuzję jakiej dokonała wytwórnia Electra Records z Atlantic Records. W tym samym czasie nagrała swój pierwszy soundtrack, do serialu Ptaki nocy. Po nieudanej próbie wydania albumu Aimee nawiązała współpracę z punkrockowym zespołem Unwritten Law. Była współautorką wszystkich tekstów na albumie Here's to the Mourning. Efektem romansu jaki zawiązał się pomiędzy Aimee a wokalistą Unwritten Law, Scottem Russo, był ich wspólny projekt Scott & Aimee.
W 2007 Aimee nagrała piosenkę zatytułowaną Cooties do filmu Lakier do włosów.
Podczas wyborów prezydenckich w 2008 wsparła kandydaturę Rona Paula nagrywając piosenkę Unofficial Ron Paul Anthem. Dawała także koncerty w czasie kampanii i nagrała teledysk do piosenki.

## Dyskografia

### Albumy solowe
- I’d Start a Revolution If I Could Get Up in the Morning (2003, oficjalnie niewydany)
- A Little Happiness (2009)

### The Interrupters
- Liberty (EP; 2013)
- Family (EP; 2013)
- The Interrupters (2014)
- Babylon (EP; 2015)
- Say It Out Loud (2016)

### Scott & Aimee
- Sitting in a Tree (2007)

### Gościnnie
- Here’s to the Mourning – Unwritten Law (2005)
- Repentance – Lee „Scratch” Perry (2008)
- Yours Truly – Sublime with Rome (2011)
- Rebirth – Jimmy Cliff (2012)
- The Real Enemy – Noi!se (2016)

### Ścieżki dźwiękowe
Źródło
- Ptaki nocy (2002–2003) – Revolution
- Podwójna gra (2005) – Save Me (Wake Up Call)
- Lakier do włosów – Cooties
- Ładni brzydcy ludzie (2008) – I’m Here, Lean Into Me
- Bal maturalny (2008) – We All Want The Same Thing
- Step Up 2 (2008) – We All Want The Same Thing (Acoustic Version)
- Ty będziesz następna (2009) – Emergency
- Szczęściarz (2011) – Crazy
- 22 Jump Street (2014) – Live Forever

## Filmografia
- Undressed (2000) – Molly (trzeci sezon)
- Moda na sukces (2000) – Sam (odc. 3346, 3352–3354)
- Repli-Kate (2002) – Wendy
- Lewy casting (2006) – przesłuchiwany nr. 10